# Copa Constitució
La Copa Constitució de futbol, coneguda per motius comercials com Copa Constitució Protecvall, és una competició de clubs de futbol del Principat d'Andorra, creada la temporada 1990-91. De caràcter anual, està organitzada per la Federació Andorrana de Futbol. Des de la temporada 1995-96, el torneig s'afilià a la FIFA i a la UEFA, i te caràcter oficial.
El dominador de la competició és el Futbol Club Santa Coloma amb nou títols.

## Historial
| En negreta = Equip guanyador (1) = Nombre de títols (pro.) = Pròrroga (p.) = Penals Nota: Noms dels equips segons l'època |

| Edició                          | Temp.   | Data       | Campió                      | Resultat      | Finalista               | Seu                               | refs  |
| ------------------------------- | ------- | ---------- | --------------------------- | ------------- | ----------------------- | --------------------------------- | ----- |
| no oficial                      | 1990-91 |            | FC Santa Coloma             |               |                         |                                   | [ 2 ] |
| no es disputà entre 1992 i 1993 |         |            |                             |               |                         |                                   |       |
| no oficial                      | 1993-94 |            | CE Principat                |               |                         |                                   |       |
| no oficial                      | 1994-95 |            | CE Principat                |               |                         |                                   |       |
| I                               | 1995-96 |            | CE Principat (1)            | 2-0           | FC Santa Coloma         |                                   |       |
| II                              | 1996-97 |            | CE Principat (2)            | 7-0           | UE Sant Julià           |                                   |       |
| III                             | 1997-98 |            | CE Principat (3)            | 4-3           | FC Santa Coloma         |                                   |       |
| IV                              | 1998-99 |            | CE Principat (4)            | 3-1           | FC Santa Coloma         |                                   |       |
| VI                              | 1999-00 |            | Constel·lació Esportiva (1) | 6-0           | FC Encamp               |                                   |       |
| VII                             | 2000-01 |            | FC Santa Coloma (1)         | 2-0           | UE Sant Julià           |                                   |       |
| VIII                            | 2001-02 |            | FC Lusitans (1)             | 2-0           | Inter d'Escaldes        |                                   |       |
| IX                              | 2002-03 |            | FC Santa Coloma (2)         | 5-3           | UE Sant Julià           |                                   |       |
| X                               | 2003-04 |            | FC Santa Coloma (3)         | 1-0           | UE Sant Julià           | Comunal d'Aixovall, Sant Julià L. |       |
| XI                              | 2004-05 |            | FC Santa Coloma (4)         | 2-1           | UE Sant Julià           | Comunal d'Aixovall, Sant Julià L. |       |
| XII                             | 2005-06 | 13-05-2006 | FC Santa Coloma (5)         | 1-1 (5-3, p.) | FC Ranger's             | Comunal d'Aixovall, Sant Julià L. |       |
| XIII                            | 2006-07 | 19-05-2007 | FC Santa Coloma (6)         | 2-2 (4-2, p.) | UE Sant Julià           | Estadi Comunal d'Andorra la Vella |       |
| XIV                             | 2007-08 | 24-05-2008 | UE Sant Julià (1)           | 6-1           | FC Lusitans             | Comunal d'Aixovall, Sant Julià L. |       |
| XV                              | 2008-09 | 23-05-2009 | FC Santa Coloma (7)         | 6-1           | FC Lusitans             | Comunal d'Aixovall, Sant Julià L. |       |
| XVI                             | 2009-10 | 15-05-2010 | UE Sant Julià (2)           | 1-0           | UE Santa Coloma         | Comunal d'Aixovall, Sant Julià L. |       |
| XVII                            | 2010-11 | 08-05-2011 | UE Sant Julià (3)           | 3-1 (pro.)    | UE Santa Coloma         | Comunal d'Aixovall, Sant Julià L. |       |
| XVIII                           | 2011-12 | 27-05-2012 | FC Santa Coloma (8)         | 1-0           | FC Lusitans             | Comunal d'Aixovall, Sant Julià L. |       |
| XIX                             | 2012-13 | 26-05-2013 | UE Santa Coloma (1)         | 3-2           | UE Sant Julià           | Comunal d'Aixovall, Sant Julià L. |       |
| XX                              | 2013-14 | 25-05-2014 | UE Sant Julià (4)           | 1-0           | FC Lusitans             | Estadi Comunal d'Andorra la Vella |       |
| XXI                             | 2014-15 | 10-05-2015 | UE Sant Julià (5)           | 1-1 (5-4, p.) | FC Santa Coloma         | Estadi Comunal d'Andorra la Vella |       |
| XXII                            | 2015-16 | 15-05-2016 | UE Santa Coloma (2)         | 3-0           | UE Engordany            | Estadi Comunal d'Andorra la Vella |       |
| XXIII                           | 2016-17 | 28-05-2017 | UE Santa Coloma (3)         | 1-0           | FC Santa Coloma         | Estadi Nacional d'Andorra         |       |
| XXIV                            | 2017-18 | 20-05-2018 | FC Santa Coloma (9)         | 2-1           | UE Sant Julià           | Estadi Nacional d'Andorra         |       |
| XXV                             | 2018-19 | 26-05-2019 | UE Engordany (1)            | 2-0           | FC Santa Coloma         | Estadi Nacional d'Andorra         | [ 3 ] |
| XXVI                            | 2019-20 | 29-07-2020 | Inter d'Escaldes (1)        | 2-0           | FC Santa Coloma         | Estadi Nacional d'Andorra         | [ 4 ] |
| XXVII                           | 2020-21 | 30-05-2021 | UE Sant Julià (6)           | 2-1           | Atlètic Club d'Escaldes | Estadi Nacional d'Andorra         | [ 5 ] |
| XXVIII                          | 2021-22 | 29-05-2022 | Atlètic Club d'Escaldes (1) | 4-1           | UE Extremenya           | Estadi Nacional d'Andorra         | [ 6 ] |
| XXIX                            | 2022-23 | 28-05-2023 | Inter d'Escaldes (2)        | 2-1           | FC Santa Coloma         | Estadi Nacional d'Andorra         | [ 7 ] |
| XXX                             | 2023-24 | 26-05-2024 | UE Santa Coloma (4)         | 1-0 (prò.)    | FC Pas de la Casa       | Estadi Nacional d'Andorra         | [ 8 ] |
| XXXI                            | 2024-25 | 25-05-2025 | Inter d'Escaldes (3)        | 1-0           | Atlètic Club d'Escaldes | Nou Estadi d'Encamp               | [ 9 ] |